# جاك ريد (لاعب كرة قاعدة)
جاك ريد (بالإنجليزية: Jack Reed)‏ هو لاعب كرة قاعدة أمريكي، ولد في 2 فبراير 1933 في سيلفر سيتي في الولايات المتحدة.

## وصلات خارجية
- جاك ريد على موقعبيزبول رفرنس.كوم (الدوري الرئيسي) (الإنجليزية)